# Ли Сяохун
Ли Сяоху́н (кит. трад. 李曉虹, упр. 李晓虹, пиньинь Lǐ Xiǎohóng, 11 февраля 1979, Тайбэй) — тайваньская дзюдоистка тяжёлой весовой категории, выступала за сборную Китайского Тайбэя в начале 1990-х — середине 2000-х годов. Участница двух летних Олимпийских игр, серебряная призёрша Азиатских игр, обладательница серебряной и семи бронзовых медалей чемпионатов Азии, бронзовая и дважды серебряная призёрша Восточноазиатских игр, бронзовая призёрша летней Универсиады в Тэгу, победительница многих турниров национального и международного значения.

## Биография
Ли Сяохун родилась 11 февраля 1979 года в Тайбэе.
Первого серьёзного успеха на взрослом международном уровне добилась в 1993 году, когда попала в основной состав тайваньской национальной сборной и побывала на Азиатских играх в Макао, откуда привезла награду бронзового достоинства, выигранную в абсолютной весовой категории. На азиатском первенстве 1996 года в Хошимине попала в число призёров сразу в двух дисциплинах, получила бронзу в тяжёлом весе и серебро в абсолютной весовой категории — в решающем поединке потерпела поражение от китаянки Юань Хуа, будущей олимпийской чемпионки. Год спустя в тех же дисциплинах выиграла бронзовые медали на чемпионате Азии в Маниле, а также стала серебряной призёршей на Восточноазиатских играх в Пусане. Ещё через год в тяжёлом весе взяла серебро на Азиатских играх в Бангкоке, победив всех своих соперниц кроме той же Юань Хуа. В 1999 году добавила в послужной список бронзовую медаль, полученную в тяжёлом весе на азиатском первенстве в Вэньчжоу.
Благодаря череде удачных выступлений Ли удостоилась права защищать честь страны на летних Олимпийских играх 2000 года в Сиднее — на стадии 1/16 финала потерпела поражение от бразильянки Присцилы Маркеш и лишилась шансов выиграть какую-либо медаль. Кроме того, в этом сезоне в абсолютной весовой категории получила бронзовую медаль на чемпионате Азии в Осаке.
После сиднейской Олимпиады Ли Сяохун осталась в основном составе дзюдоистской команды Тайваня и продолжила принимать участие в крупнейших международных турнирах. Так, в 2001 году она завоевала серебряную и бронзовую медали на Восточноазиатских играх в Осаке в тяжёлой и абсолютной весовых категориях соответственно. Будучи студенткой, выступила на летней Универсиаде 2003 года в Тэгу, где стала бронзовой призёршей в открытом весовом дивизионе. Также в этом сезоне взяла бронзу на азиатском первенству в Чеджу, на сей раз в категории свыше 78 кг. Находясь в числе лидеров тайваньской национальной команды, благополучно прошла квалификацию на Олимпийские игры 2004 года в Афинах — вновь выступила на Олимпиаде неудачно, в первом же поединке потерпела поражение от представительницы Монголии Эрдэнэ-Очирын Долгормаа. Вскоре по окончании этих соревнований приняла решение завершить карьеру профессиональной спортсменки.